# Bastardo, vamos a matar
Bastardo, vamos a matar è un film italiano del 1971 diretto da Gino Mangini.

## Trama
Un messicano in fuga di nome Chaco è stato incastrato per l'omicidio di alcuni allevatori. L'uomo decide di fuggire e, con l'aiuto di un cacciatore di taglie, insegue i veri assassini.